# Brloh (district de Český Krumlov)
Pour les articles homonymes, voir Brloh.
Brloh (en allemand : Berlau) est une commune du district de Český Krumlov, dans la région de Bohême-du-Sud, en République tchèque. Sa population s'élevait à 1 076 habitants en 2020.

## Géographie
Brloh se trouve à 15 km au nord-ouest de Český Krumlov, à 20 km à l'ouest-sud-ouest de České Budějovice et à 129 km au sud de Prague.
La commune est limitée par Lhenice au nord-ouest, par Záboří au nord-est, par Nová Ves et Křemže à l'est, par Chvalšiny au sud, et par Ktiš à l'ouest.

## Histoire
La première mention écrite du village date de 1310.

## Administration
La commune se compose de sept quartiers :
- Brloh
- Janské Údolí
- Jaronín
- Kovářov
- Rojšín
- Rychtářov
- Sedm Chalup

## Transports
Par la route, Brloh se trouve à 21 km de Český Krumlov, à 23,5 km de České Budějovice et à 158 km de Prague.

## Honneur
L'astéroïde (152750) Brloh porte son nom.